# ヤスニ生物圏保護区
ヤスニ生物圏保護区（ヤスニせいぶつけんほごく、西: Parque Nacional Yasuní）は、エクアドル北東部のナポ州内、アマゾン地域に位置している自然保護区である。エクアドルの国立公園に指定されている。

## 基礎データ
- 総面積：168万2,000ヘクタール
- 核心地域：50万ヘクタール
- 緩衝地帯：70万ヘクタール
- 推定移行地域：48万2,000ヘクタール
- 緯度：南緯00度10分 - 1度45分
- 経度：西経75度20分 - 77度00分
- 標高：200 - 300メートル

## 概要
アマゾンの平野部にありながら、地形は非常に曲がりくねったものになっている。アンデス山脈の丘陵地帯を源流とするナポ川を除き、国立公園内を走る何本もの川は海抜300-600メートルの高さから流れ出ている。アンデス山脈の丘陵と交互に現れる平たんな低地が特徴的であり、ギアナ高地とブラジル高原に挟まれた盾状地のうち、コロンビア南部からペルーにまたがる部分にあり、傾斜の緩やかな階段状地形をなしている。
植生はおもに以下の3つに分けられる。起伏に富んだこの地域の頂点をなし、洪水によって浸水されることのない高台（ティエラ・フィルメ）、森林地帯でしばしば洪水に見舞われる氾濫原（バルセア）、そしてほぼ常に水に浸っているイガポー林である。
コノナコ川には古くからワオラニ、キチュア、コファン、シュアル、セコヤ、シオナといった先住民の共同体が移住してきた。9,800人以上の人々がコーヒー、バナナ、ユカ、ポーポー、柑橘類、トウモロコシやベニノキなどの栽培や漁撈を営んだり、森林のなかで狩猟や採集をして暮らしている。
この保護区は1989年にユネスコの生物圏保護区に指定され、毎年およそ150人の人々が訪れている。エクアドル石油公社による油田開発は、現地の人々の暮らしや自然生態系など、コミュニティのありかたに影響を及ぼしている。生物圏保護区は自然生態系を保護し法的正当性を与え、またありのままの状態をとどめさせること、地域計画や農村開発の振興、土地利用や環境教育における地域の参加を奨励することを目的としている。
また、保護区内の湿地は2017年にラムサール条約登録地となった。

## 主要植物相
主に Macrolobium acaciifolium、Myroxylon balsamum、Platymiscium stipulareとインガ属（Inga）（マメ科）、Coussapoa trinervia（イラクサ科）、Reldia multiflora、Nautilocalyx glandulifer（イワタバコ科）、クリソバラヌス科のリカニア属（Licania）、フトモモ科のエウゲニア属（Eugenia）、バンレイシ科のクレマトスペルマ属（Cremastosperma）、グアッテリア属（Guatteria）、ポルチェリア属（Porcelia）、ローリニア属（Rollinia）、サトイモ科のアンスリウム属、オオミテングヤシなどのヤシ類、ラン科、シダ類などの熱帯林が自生する。高台のティエラ・フィルメ、季節によって浸水するバルセア林、永久的湖もしくは半永久的湖内のイガポー林からなる。農業生態系はアラビアコーヒーノキ（Coffea arabica）、ユカ（Manihot esculenta）、米（Oryza sativa）、サトウキビ（サトウキビ属）などである。

## 動物相
保護区内には11目31科の204種の哺乳類がおり、うち80%は夜行性の大型哺乳類である。固有種はヒメアメリカフルーツコウモリ、ヨツバトゲネズミ、ヘンディートゲネズミの3種類しかおらず、そのほかにナミチスイコウモリを含むコウモリ、ハイイロアグーチ、クチジロペッカリー、クビワペッカリー、マザマ属、パカ、カピバラ、アメリカバク、ココノオビアルマジロ、ピューマ、ケナガクモザル、アマゾンカワイルカ、オオカワウソ、アマゾンマナティー、コビトイルカなどが生息している。
保護区内には610種の鳥類が生息している。シャクケイ類、コンゴウインコ、オオハシのほか、ホウカンチョウ属、チャバラホウカンチョウ属、ラッパチョウ、ヒメシギダチョウ属、ハシボソシギダチョウ属、オナガヤシアマツバメ、ユミハシハチドリ属、エメラルドハチドリ属、タチヨタカ属、ナンベイレンカク、ヤマセミ属、ハチクイモドキ属、ツバメトビ、オウギワシなどが挙げられる。
保護区内には139種の両生類と62種のヘビを含む121種の爬虫類が生息している。両生類としてはアマガエル科のDendropsophus、Hypsiboas、Osteocephalus、Scinax4つの属、ヘビとしてはボウスイヘビ属、マイマイヘビ属、キロニウスヘビ属、アメリカツルヘビ属、ムスラナ、マルガシラツルヘビ属、ネコメヘビ属、サンゴヘビ属、ボア・コンストリクター、エメラルドツリーボア、アマゾンツリーボア、ヤジリハブ属、ブッシュマスター、サンゴパイプヘビが挙げられる。